# Ходжай, Энвер
Энвер Ходжай (алб. Enver Hoxhaj; род. 1969, Сува-Река) — министр иностранных дел Республики Косово и член Ассамблеи Косово.

## Биография

### Образование
В 1993 году окончил факультет истории Университета Приштины. Аспирант в Венском университете, изучал курсы по истории и политики. После длительного периода исследований между 1994 и 2000 в университетах Вены, Берлина, Мюнхена, Рима, Болоньи, Флоренции и Париже, он успешно защитил докторскую диссертацию.
Он свободно владеет английским, немецким и сербохорватским языками.

### Карьера
Ходжай был профессором в Университете Приштины. Работал в WUS Австрии и основал косовский Научно-исследовательский институт документации. В марте 2004 года вступил в Демократическую партию Косова. Он был министром образования, науки и технологий Косово. Возглавляет Комитет Ассамблеи Косово по вопросам образования, науки, техники, культуры, молодежи и спорта. С 22 февраля 2011 года, Ходжай является министром иностранных дел Республики Косово.

### Личная жизнь
Женат, имеет двоих детей.